# قناة الكالسيوم نوع L
قناة الكالسيوم نوع L (وتعرف كذلك باسم قناة ثنائي هيدرو البيريدين، أو قناة DHP) هي جزء من عائلة قنوات الكالسيوم المعتمدة على الفولتية المنشَّطة بفولتية عالية. يشير حرف "L" إلى Long-lasting أي طويلة الأمد وهي مدة تنشيط هذا النوع من القنوات. يملك هذا النوع من القنوات أربع وحدات فرعية (Cav1.3 ،Cav1.2 ،Cav1.1 وCav1.4)
قناة الكالسيوم من النوع L مسؤولة على تقارن الاستثارة والتقلص الخاص بالعضلة القلبية والهيكلية والملساء وعلى إفراز الألدوستيرون في الغدة الصماء وقشرة الكظرية.
في الخلايا العضلية القلبية، تمرر قناة الكالسيوم من النوع L أيونات الكالسيوم Ca2+ إلى الداخل وتحفز تحرير الكالسيوم من الشبكة الإندوبلازمية العضلية عبر تنشيط مستقبل الريانودين 2 (RyR2) (تحرير الكالسيوم المستحث بالكالسيوم). تزيد فسفرة هذه القنوات من نفاذيتها للكالسيوم وتزيد من انقباضية الخلايا العضلية القلبية ذات الصلة بها.
تُستخدم العقاقير المعيقة لقناة الكالسيوم من النوع L كمضادات اضطراب النظم القلبي أو كخافضات ضغط الدم، وذلك حسب ما إذا كانت للعقاقير ألفة عالية للقلب ( الأريل ألكيل أمينات مثل فيراباميل)، أو للأوعية الدموية ( ثنائي هيدرو البيريدينات مثل نيفيديبين).
في العضلة الهيكلية، يوجد تركيز كبير لقنوات الكالسيوم من النوع L يقع في النُبيبات المُستعرضة. ينتج عن إزالة قطبية غشاء العضلة تيارات بوابية كبيرة، لكن تدفق كالسيوم منخفض بشكل كبير، والذي يُفسَّر الآن بالتنشيط البطيء جدا للتيارات الأيونية. لهذا السبب، لا يعبر أو يعبر القليل فقط من Ca2+ عبر غشاء النبيب المستعرض أثناء جهد فعلٍ واحد.